# Poranek ściętych głów
Poranek ściętych głów (jap. 首斬り朝 Kubikiri asa) – manga napisana przez Kazuo Koike i zilustrowana przez Gōsekiego Kojimę, autorów serii Samotny wilk i szczenię. Była publikowana na łamach magazynu „Shūkan Gendai” wydawnictwa Kōdansha w latach 1972–1976. W Polsce seria ukazała się w latach 2020–2024 nakładem wydawnictwa Hanami w 8 tomach.

## Fabuła
Historia rozgrywa się w feudalnej Japonii okresu Edo i opowiada o Yamadzie Asaemonie (jap. 山田浅右衛門), rōninie, którego zadaniem jest testowanie nowych mieczy dla szoguna. Innym ważnym obowiązkiem, który mu powierzono jest rola kata. Zwykli ludzie boją się go i gardzą nim w równym stopniu, w wyniku czego mężczyzna otrzymuje przydomek Kubikiri Asa („Ścinacz głów Asa”). Asaemon pojawia się także w Samotnym wilku i szczenięciu – poprzedniej mandze Koike i Kojimy.